# Parafia Miłosierdzia Bożego w Świdnicy
Parafia Miłosierdzia Bożego w Świdnicy znajduje się w dekanacie świdnickim wschodnim w diecezji świdnickiej. Była erygowana 29 czerwca 2004 roku. Jej proboszczem jest ks. Grzegorz Kwiatkowski. 